# Arctosa sordulenta
Arctosa sordulenta este o specie de păianjeni din genul Arctosa, familia Lycosidae. A fost descrisă pentru prima dată de Thorell, 1899.
Este endemică în Camerun. Conform Catalogue of Life specia Arctosa sordulenta nu are subspecii cunoscute.